# مقاطعة سيلاين (كانساس)
مقاطعة سيلاين (بالإنجليزية: Saline County)‏ هي إحدى المقاطعات في ولاية كانساس، الولايات المتحدة الأمريكية.